# فالموث، جامائیکا
فالموث، جامائیکا (به لاتین: Falmouth, Jamaica) یک شهرک و شهر در جامائیکا است که در تریلاونی واقع شده‌است.